# 在名古屋中華人民共和国総領事館
在名古屋中華人民共和国総領事館（ざいなごやちゅうかじんみんきょうわこくそうりょうじかん、簡体字中国語: 中华人民共和国驻名古屋总领事馆、英語: Consulate-General of the People's Republic of China in Nagoya）、在名古屋中国総領事館（ざいなごやちゅうごくそうりょうじかん、簡体字中国語: 中国驻名古屋总领事馆、英語: Consulate-General of China in Nagoya）は、中華人民共和国が日本の愛知県名古屋市に設置している総領事館である。

## 概要
2005年（平成17年）9月、在名古屋中華人民共和国領事館（簡体字中国語: 中华人民共和国驻名古屋领事馆、英語: Consulate of the People's Republic of China in Nagoya）が開設される。2007年（平成19年）8月20日、領事館が総領事館に昇格した。

## 所在地
〒461-0005：愛知県名古屋市東区東桜二丁目8番37号

## 業務管轄区域
愛知県、岐阜県、福井県、富山県、石川県、三重県

## 領事・総領事

### 領事（2005年 - 2007年）
| 代 | 氏名（日本語） | 氏名（中国語簡体字） | 着任      | 退任      | 備考                               |
| -- | -------------- | -------------------- | --------- | --------- | ---------------------------------- |
| 1  | 孫平           | 孙平                 | 2005年8月 | 2006年9月 | 第3代長崎総領事、第8代札幌総領事   |
| 2  | 李天然         | 李天然               | 2006年9月 | 2007年7月 | 第10代福岡総領事、第13代大阪総領事 |

### 総領事（2007年 - ）
| 代 | 氏名（日本語） | 氏名（中国語簡体字） | 着任       | 退任       | 備考            |
| -- | -------------- | -------------------- | ---------- | ---------- | --------------- |
| 1  | 李天然         | 李天然               | 2007年7月  | 2009年10月 | 領事より昇格    |
| 2  | 張立国         | 张立国               | 2009年10月 | 2014年1月  | [ 5 ]           |
| 3  | 葛広彪         | 葛广彪               | 2014年1月  | 2016年7月  | [ 5 ]           |
| 4  | 鄧偉           | 邓伟                 | 2016年10月 | 2019年2月  | 第9代長崎総領事 |
| 5  | 劉暁軍         | 刘晓军               | 2019年2月  | 2022年7月  | [ 5 ] [ 6 ]     |
| -  | 季文斌         | 季文斌               | 2022年7月  | 2022年9月  | 総領事代理      |
| 6  | 楊嫻           | 杨娴                 | 2022年9月  | （現職）   | [ 8 ]           |